# Clubiona candefacta
Clubiona candefacta är en spindelart som beskrevs av Hercule Nicolet 1849. Clubiona candefacta ingår i släktet Clubiona och familjen säckspindlar. Inga underarter finns listade i Catalogue of Life.